# ستيف دي وولف
ستيف دي وولف (بالفرنسية: Steve De Wolf)‏ ولد بتاريخ 31 أغسطس 1975 في بلجيكا، هو دراج بلجيكي سابق في صنف سباق الدراجات على الطريق.

## روابط خارجية
- ستيف دي وولف على موقع أرشيف الدراجات (الإنجليزية)
- ستيف دي وولف على موقع إحصائيات الدراجات الإحترافية (الإنجليزية)
- ستيف دي وولف على موقع نسبة الدراجات (الإنجليزية)